# Сигнаевка
Сигна́евка (укр. Сигнаївка) — село в Шполянском районе Черкасской области Украины.
Население по переписи 2001 года составляло 1990 человек. Почтовый индекс — 20615. Телефонный код — 4741.

## Местный совет
20615, Черкасская обл., Шполянский р-н, с. Сигнаевка, ул. Радянская, телефон 97-2-23  (укр.)

## Сельский голова
Ошовский Сергей Павлович.

## Исторические сведения
Поселение возникло на водоразделе между реками Днепр и Южный Буг, между речками Шполка и Гнилой Тикич.
Согласно книге «Истории городов и сел УССР. Черкасская область», поселение Сигнаевка возникло в начале XIII века. Однако первое упоминание датируется августом 1197 в летописи — издании Речи Посполитой (Варшава).
Относительно происхождения названия села популярна версия Л. Похилевича, который утверждает в «Сказании …» (1864 г.), «Название села происходит от могил у дороги, на которых, по преданию, во время татарского нашествия жители выставляли стражу, которая сигналами сообщала о приближении врага».
Существует и другая версия происхождения названия села. Возле одного из курганов построил себе дом сын казака по фамилии Гай. Впоследствии возле его дома построили дома и другие поселенцы. От слияния слов «сын» и «гай» появилось название «сынгаев», которое со временем трансформировалось в Сигнаевка.
Сигнаевка, как и большинство правобережных земель, почти до конца XVIII века оставалась в составе Речи Посполитой.
В 1768 году мещане Шполы и жители Сигнаевки, Лебедина, Матусова под руководством предводителей Степана Главацкого и Савки Плиханенка стали активными участниками Колиивщины.
По состоянию на 1885 года в бывшем собственническом селе Шполянской волости Звенигородского уезда Киевской губернии проживало 1800 человек, существовали 2 православные церкви, 3 постоялых дома, 3 ветряных мельницы.
В 1871 году была открыта железнодорожная станция «Сигнаевка».
Во второй половине XIX века Сигнаевка принадлежала княгине Параскови Александровне Урусовой. В селе царила полная неграмотность. В церковно-приходской школе обучалось лишь 90—98 детей состоятельных слоев населения. Монополию на образование держал священник, который жертвовал деньги на школу, а его две дочери учительствовали.
После революции 1917 года в Сигнаевке начала работать начальная школа, которая позже переросла в семилетнюю, а в 30-х годах — в среднюю. Неграмотность среди взрослого населения была ликвидирована в 1929—1931 годах. 1932 год — создан кружок духовой музыки в Сигнаевке.
Во время оккупации села в сентябре 1941 года была открыта начальная школа. Однако через два месяца немцы её закрыли, а помещение приспособили под лазарет. После освобождения села в январе 1944 года было объявлено о возобновлении работы школы.
Школа была семилетней до 1954 года, а с 1966—67 учебного года школа вновь стала 10-летней. Новая история развития образования в Сигнаевке началась по строительству нового здания школы в 1988 году, которое было сдано в эксплуатацию 1990 года.
На базе сельского Дома культуры с 1957 года под руководством И. А. Шульги был организован духовой оркестр. В 1965 году постановлением Коллегии Министерства культуры УССР оркестру присвоено звание народного духового оркестра. Заслугой И. А. Шульги есть создание детской музыкальной школы.
Через село проходит автодорога Черкассы — Умань — Брацлав (317 км), построенная в 1961 году под руководством инженера Кожемяки Степана Демидовича.
В 1997 году Сигнаевка отметила своё 800-летие. К юбилею была принята геральдическая символика села — герб и флаг
В Сигнаевке родились и проживали поэт Олекса Влызько, заслуженные артисты Украины Вячеслав Супрунов и Александр Кузьменко, народный артист Российской Федерации Николай Шамрай, заслуженный работник культуры Украины Михаил Волков, поэтесса Раиса Чернозуб, лауреат Международных и Всесоюзных конкурсов, участник оркестра Молдавской государственной телерадиокомпании Алексей Литвин, лауреат Международных и Всеукраинских конкурсов Руслана Лоцман. В Сигнаевке когда-то жила семья Софрона Грушевского, из семьи которого был первый Президент Украины — Михаил Грушевский.